# World Doubles Championships 1991
Il World Doubles Championships 1991 è stato un torneo di tennis femminile che si è giocato al Saddlebrook Golf & Tennis Resort di Wesley Chapel negli USA dal 28 marzo al 3 aprile su campi in terra rossa. È stata la 16ª edizione del torneo.

## Campionesse

### Doppio
Gigi Fernández /  Helena Suková hanno battuto in finale  Larisa Neiland /  Nataša Zvereva con il punteggio di 4–6, 6–4, 7–6